# Child 44
Child 44 (El niño 44, en España; Crímenes ocultos, en Hispanoamérica) es una película estrenada el 17 de abril de 2015, dirigida por Daniel Espinosa, escrita por Richard Price y basada en la novela de Tom Rob Smith El niño 44. La película fue protagonizada por Tom Hardy, Noomi Rapace, Joel Kinnaman, Gary Oldman y Vincent Cassel. Esta película tiene una semejanza muy grande con el caso real del asesino en serie soviético  Andréi Románovich Chikatilo, conocido como el carnicero de Rostov.

## Elenco
- Tom Hardy como Leo Demidov.
- Noomi Rapace como Raisa Demidova.
- Joel Kinnaman como Wasilij Nikitin.
- Gary Oldman como General Timur Nestorov.
- Vincent Cassel como Doctor Zurabin.
- Paddy Considine como Andrei/Vlad.
- Jason Clarke como Anatoly Brodsky.
- Josef Altin como Alexander.
- Sam Spruell como Doctor Tyapkin.
- Ned Dennehy como El Coronel.
- Fares Fares
- Nikolaj Lie Kaas como Ivan Sukov.
- Anna Rust como Sasha.
- Xavier Atkins como Pavel.
- Sonny Ashbourne Serkis como Artur.
- Kevin Clarke como Agente MGB.
- Petr Vanek como Fyodor.
- Rowntree Max como Andrej.
- David Bowles
- Michael Nardone como Semyon Okun.
- Fedja Stukan como Sergei.
- Anssi Lindström como Alexander Pickup.
- Harmon Joseph como Vadim.
- Charles Dance como  Janusz Kuzmin.
- Tara Fitzgerald como Inessa Nesterov.
- Samuel Buttery como Varlan Babinic.
- Kevin Psiepsiak como Jondro.
- Agnieszka Grochowska como Nina Andreeva.

## Producción
La filmación empezó en junio de 2013 en Praga, Ostrava, Kladno, República Checa.